# Lamproglenoides floricapitis
Lamproglenoides floricapitis is een eenoogkreeftjessoort uit de familie van de Lernaeidae. De wetenschappelijke naam van de soort is voor het eerst geldig gepubliceerd in 1979 door Kuang.